# Chaetaster moorei
Chaetaster moorei is een zeester uit de familie Chaetasteridae.
De wetenschappelijke naam van de soort werd in 1894 gepubliceerd door Francis Jeffrey Bell.